# Favillea
Favillea es un género de hongos en la familia Sclerodermataceae.